# جراح (شهرک)
جراح (به ترکی استانبولی: Cerrah) یک منطقهٔ مسکونی در ترکیه است که در اینه‌گول واقع شده‌است. جراح ۳٬۷۰۷ نفر جمعیت دارد و ۳۳۰ متر بالاتر از سطح دریا واقع شده‌است.